# ASB Classic 2010
ASB Classic 2010 var en professionel tennisturnering for kvinder, der blev spillet udendørs på hard court. Det var den 25. udgave af ASB Classic, og turneringen var en del af WTA Tour 2010, hvor den var kategoriseret som en WTA International-turnering. Kampene blev afviklet i ASB Tennis Centre i Auckland, New Zealand den 4. – 9. januar 2010.
Turneringen blev vundet af den topseedede spiller, Belgiens Yanina Wickmayer, som i finalen besejrede Flavia Pennetta med 6–3, 6–2. Dermed vandt hun sin første singletitel på WTA Tour'en. 

## Mester

### Single
Yanina Wickmayer –  Flavia Pennetta, 6–3, 6–2.
- Det var Wickmayer's første titel overalt.

### Double
Cara Black /  Liezel Huber –  Natalie Grandin /  Laura Granville, 7–6(4), 6–2.

## Eksterne links
- Official website Arkiveret 16. februar 2011 hos  Wayback Machine

## Interne henvisning
WTA Tour 2010